# Plaque commémorative – 1bis rue de la Solidarité, Paris 19e
Une plaque commémorative est visible à l'entrée du 1bis de la rue de la Solidarité dans le 19e arrondissement de Paris. Anonyme, son texte est un hommage aux victimes de la Semaine sanglante, offensive militaire menée par l'armée versaillaise fin mai 1871 contre la Commune de Paris. Cette plaque semble être à la fois la première et la plus ancienne posée sur un mur de la ville en leur honneur. Son origine et son histoire restent, pour l'essentiel, inconnues.

## L'Aurore, le5 septembre 1903
Le samedi 5 septembre 1903, lendemain du jour anniversaire de la proclamation de la République le 4 septembre 1870, le journal L'Aurore publie en première page ce court article non signé :
« Souvenir

Inscription que l'on peut lire sur une plaque de marbre placée à l'intérieur de la cour d'un hôpital-dispensaire du XIXe arrondissement, 9 rue David d'Angers :
TOUT PRÈS D'ICIREPOSENTDE NOMBREUX CITOYENSMORTS EN MAI 1871POUR LA RÉPUBLIQUEET LA LIBERTÉ
Cette inscription est lisible de la rue, à travers la grille d'entrée. Placée sur un édifice municipal, elle est doublement éloquente. »
L’entrée principale de l’endroit fut longtemps par le numéro 9 de la rue David-d'Angers. Celle-ci fut murée sans doute après l’extension en 1927 de la rue de la Solidarité à son tracé actuel, limité depuis sa création en 1889 à la seule partie comprise entre le boulevard Sérurier et la rue d’Alsace-Lorraine.
Si le terrain et le bâtiment étaient et sont toujours des biens municipaux, la Société de l’hôpital-dispensaire du 19e alors locatrice du lieu, était un organisme de droit privé et militant (voir ci-dessous l'inauguration de l'hôpital-dispensaire le 19 janvier 1902). L’Aurore omet l’adverbe « très » qui précède sur la plaque les mots « nombreux citoyens morts en Mai 1871 ». L'article n'en indique pas non plus la dernière ligne. Sorte d'acronyme qui pourrait en être la signature, ce mot est composée de quatre caractères plus petits, visible sous la première lettre du mot Liberté.

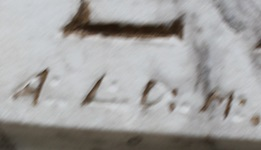
En 2018.
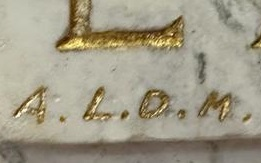
En 2023, après rénovation.

Ni l’installation de cette plaque, ni cet article de l’Aurore ne provoquèrent de débat dans la presse ou de réaction officielle. Pourtant, le 25 mai 1908, jour de manifestation au cimetière du Père-Lachaise, la plaque du mur des Fédérés est inaugurée à l’issue d’une très longue mobilisation populaire envers les pouvoirs publics pour obtenir l’autorisation de son installation.

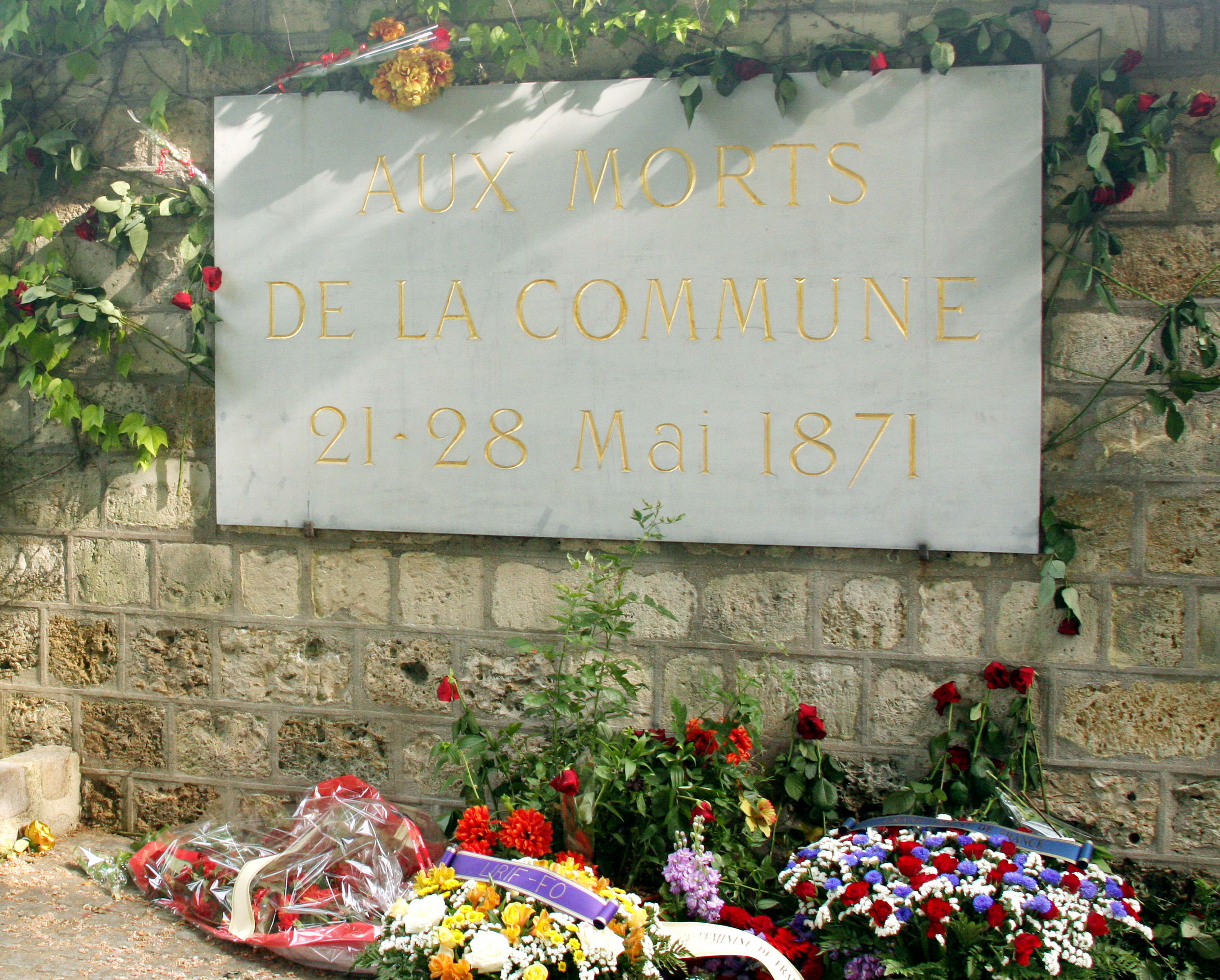
Plaque au mur des Fédérés dans le cimetière du Père-Lachaise.

## Éléments sur l'histoire de cette plaque
Dans son édition datée du 10 mars 1898, Le Rappel publie en première page une tribune intitulée Souvenons-Nous où Charles Bos annonce sa décision de présenter au conseil municipal de Paris suivant, une proposition de résolution décidant l'installation d'une plaque commémorative en « l'honneur des défenseurs de la liberté et de la République ».
« Il y a trois ou quatre jours, me promenant dans mon quartier, je rencontrai rue David-d'Angers, au bas des Carrières-d'Amérique, un vieux républicain qui me tint ce langage :

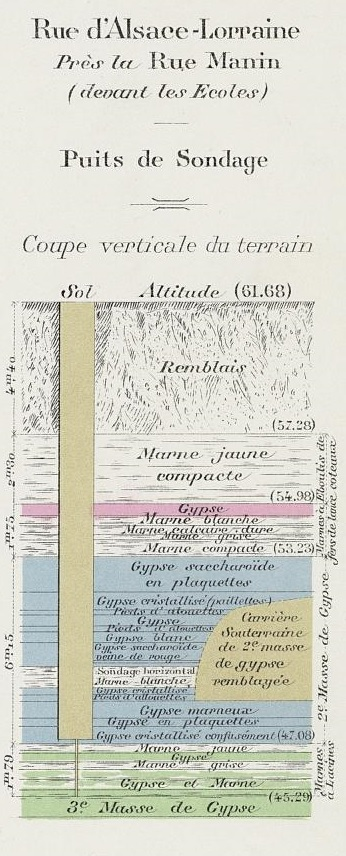
Extrait de l'Atlas des carrières souterraines.

- « Vous savez, citoyen Charles Bos, que je suis un vieux de la Commune. Je suis bien content de vous voir ; je vais vous montrer l'endroit où l'on a enfoui cinq ou six mille des nôtres. »

Et il me conduisit dans un vaste terrain vague compris entre la rue David d'Angers et la rue Manin. Une partie de ce terrain a été achetée par la Ville de Paris pour l'édification d'un groupe scolaire. Le premier coup de pioche va être donné un de ces jours. »
Effectivement, le mercredi 9 mars 1898, le conseil municipal de Paris examine en urgence et adopte la proposition de résolution suivante, également signée par Louis Lucipia, Léonce Levraud, Constant Berthaut, Émile Chausse, Émile Landrin, Paul Brousse, Georges Girou, Charles Gras, John Labusquière, Alfred Moreau, Paul Bernard, Auguste Ranson, Louis Navarre, Armand Grébauval, Oscar Archain, Marius Fourest, Théophile Daniel, Alfred Breuillé, Adrien Veber, Auguste Vorbe, Alfred Brard, Eugène Fournière.
« 1898. C. 33. — Résolution tendant à apposer une plaque commémorative à l'angle des rues Manin et d'Alsace-Lorraine (M. Charles Bos, rapporteur).

Le Conseil délibère : Une plaque commémorative sera scellée à l'un des angles du futur groupe scolaire des rues Manin et d'Alsace-Lorraine.
L'inscription suivante y sera gravée : « La Ville de Paris aux six mille citoyens inhumés dans les carrières d'Amérique et morts en 1871 pour la liberté et pour la République. »
Mais bien qu'adoptée par le conseil municipal, cette résolution restera lettre morte à la suite des réserves émises par le préfet de la Seine, Justin de Selves.
En 1901, à l'occasion du trentième anniversaire de la Commune de Paris, une autre plaque commémorative fait l'actualité. Elle est apposée le dimanche 17 mars sur la case réservée aux cendres de Louis-Simon Dereure (élu au conseil de la Commune par le 18e arrondissement) au columbarium du cimetière du Père-Lachaise à Paris. Inaugurée à l'occasion de l'une des deux manifestations organisées ce jour au mur des Fédérés, celle appelée par le Parti ouvrier, le texte de cette plaque, « ancien membre de la Commune », sera l'objet d'un long conflit avec la Préfecture. Le 26 juillet de cette même année, Le Rappel publie l’article Les Buttes Chaumont où André Dumontier, chroniqueur habituel, évoque les évolutions de cette partie du 19e arrondissement, principalement l'existence du Parc et le nouveau quartier de la Mouzaia. En opposition à cette description heureuse, le paragraphe Tristes souvenirs se conclue par un rappel historique et un message d’espoir.
« Mais telles des bêtes immondes, les corps des infortunées victimes des Versaillais ne devaient avoir aucune sépulture. Ramassés par tombereaux ils furent jetés pêle-mêle, dans les rares ouvertures des vieilles carrières et c'est à peine si aujourd'hui l'on pourrait retrouver l'endroit, la trace de cet ensevelissement clandestin.

Nous voulons nourrir l'espoir que le sympathique conseiller municipal du quartier d'Amérique, que le dévoué et si actif député de la circonscription, notre rédacteur en chef, tous deux si fermement républicains, voudront un jour fera revivre ces douloureux souvenirs et qu'avec leur aide, leur appui, il nous sera possible de rendre un profond témoignage de sympathie et d'admiration à ces braves qui payèrent de leur vie leur attachement à la République vraiment sociale. »
Deux personnalités y sont interpellées sans être nommées : le conseiller municipal du quartier d'Amérique se nomme alors Arthur Rozier, membre de la Fédération des travailleurs socialistes de France (FTSF) ; le député de la circonscription et rédacteur en chef du journal est Charles Bos déjà cité, élu radical-socialiste.
Le dimanche 19 janvier 1902, « inauguration de l'hôpital-dispensaire et du gymnase médical fondés par les comités radicaux-socialistes des quartiers d'Amérique et de la Villette » dans ses nouveaux locaux du 9, rue David-d'Angers toujours Paris 19e. L'Intransigeant rapporte que cet événement était initialement prévu le 22 décembre 1901 et rappelle l'engagement toujours non-tenu de Charles Bos d'installer dans ce quartier une plaque commémorative.

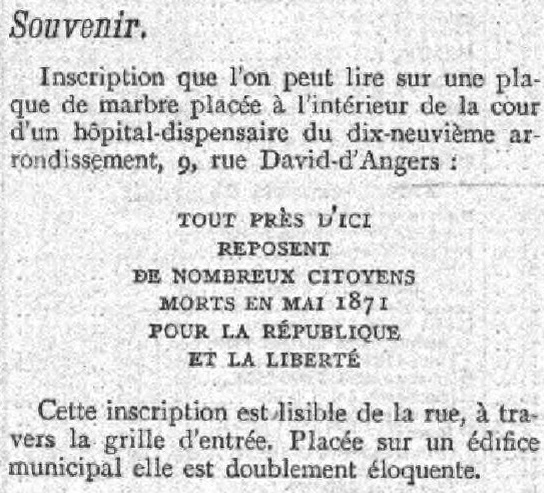
5 septembre 1903, L'Aurore.

Le 5 septembre 1903, L'Aurore publie la brève « Souvenir » annonçant l'existence de cette plaque. Celle-ci est bien installée sur la parcelle qu’indiquait Charles Bos dans sa tribune, mais à l’angle opposé à celui de l'école élémentaire située au carrefour des rues Manin et d’Alsace-Lorraine. Les mots Liberté et République y figurent dans l'ordre inverse à la proposition votée lors du conseil municipal de Paris du 9 mars 1898.
Bien plus tard, le 20 avril 1937, Clément Magnaval, conseiller municipal des Carrières d'Amérique, évoque dans L'Humanité les « souvenirs glorieux » de l'arrondissement, dont témoigne une « simple plaque, rue de la Solidarité ». Cette même année 1937, le 23 mai, un rassemblement unitaire est organisé le dimanche précédant celui de la montée au mur des Fédérés : L'Œuvre du jour informe du « rassemblement à la mémoire de 35 citoyens qui ont été tués et enterrés rue de la Solidarité, lors de la semaine sanglante de la Commune de Paris », à l'appel du comité de Front populaire du 19e et du comité d'entente des sections socialiste et communiste du 19e ; Le Populaire du lendemain rapporte l'inauguration « d'une plaque célébrant la mémoire des Fédérés qui périrent en cet endroit en 1871 » en présence de « 2 000 personnes »,.

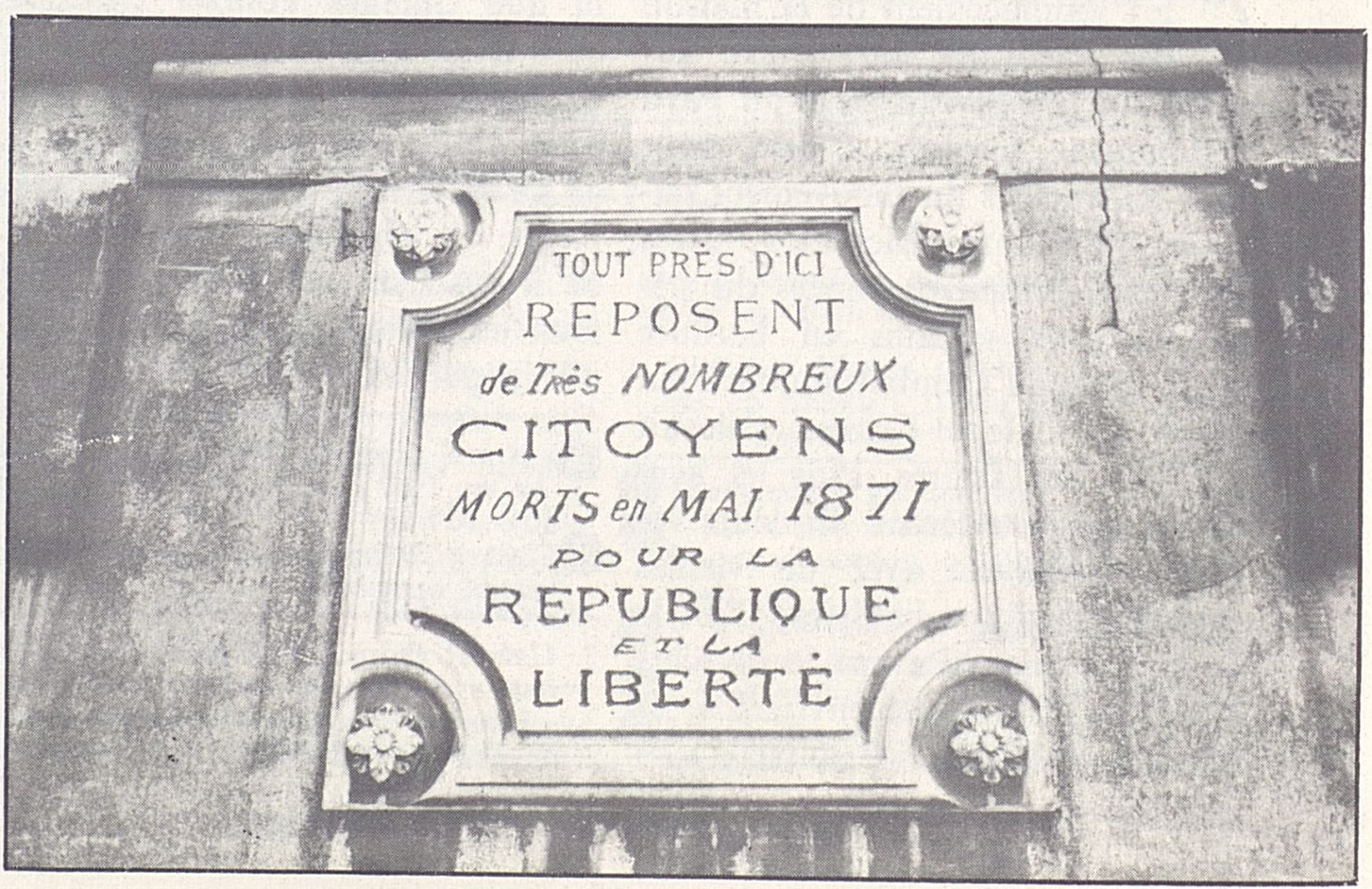
1971, La Nouvelle Critique.

En septembre 1971, La Nouvelle Critique publie à l'occasion d'un supplément consacré au quartier de Belleville ce cliché de Richard Kalvar et ces lignes : « Et pour finir, une plaque anonyme, dont personne ne connaît l'origine, une plaque gravée avec un soin méticuleux, dans une cour d'une vielle maison 1bis rue de la Solidarité. ». La plaque n’est pas située sur cette photo à son emplacement actuel, elle était alors installée dans la cour au centre du mur, « lisible de la rue, à travers la grille d’entrée ». Le déplacement date de 1972, justifié par la construction d’une extension du bâtiment depuis détruite.

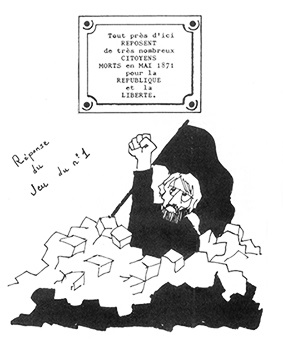
1979, Quartiers libres.

En janvier-février 1979, le mensuel local du 19e Quartiers Libres publie ces quelques lignes dans son no 2 en complément d'un dessin : « Sur le lieu proche d'un des charniers, tous les ans, en mai, en souvenir des Communards, des gerbes sont déposées devant cette plaque pour que Vive la Commune dans la mémoire populaire. »
Troisième trimestre 2006, le Bulletin no 29 de l'association des Amies et amis de la Commune de Paris, publie l'article « La Commune s'expose au bureau de poste de Paris-Belleville » qui signale l'existence de cette plaque.

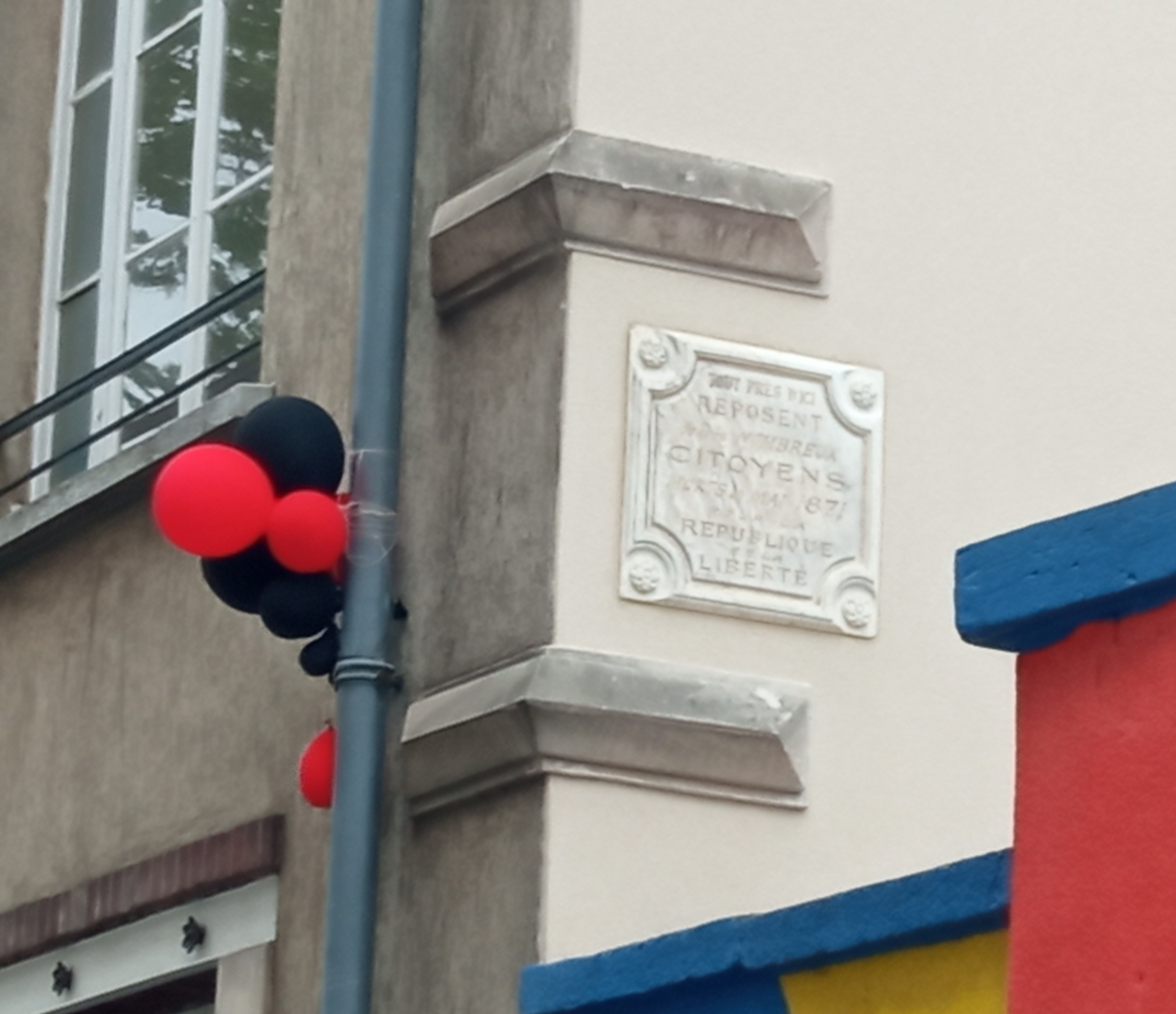
Mai 2023.

Au quatrième trimestre 2013, le Bulletin no 56 de cette même association publie l'article « Regard sur un quartier paisible » consacré à la plaque traitée ici, consultable en ligne.
En 2020, la plaque est l'objet de l'une des étapes du circuit dans le quartier proposé par Josef Ulla auteur de Paris 1871, l'histoire en marche : 21 circuits pédestres sur les traces de la Commune.
Le 17 mai 2023, la plaque, qui avait été déposée par le Pôle archéologique de la Ville de Paris le 14 octobre 2022, est réinstallée au même emplacement, rénovée. Toutefois, l'Atlas des plaques commémoratives parisiennes n'indique toujours pas son existence.
Au quatrième trimestre 2023, le Bulletin no 96 de l'association des Amies et amis de la Commune de Paris, publie l'article « Mémoire de la Commune dans le 19e arrondissement de Paris 2023 » rapportant la déambulation sur les traces de Commune de Paris dans le quartier, organisée à l'occasion du cent-vingtième anniversaire de son installation.

## Le quartier des Carrières d'Amérique enmai 1871

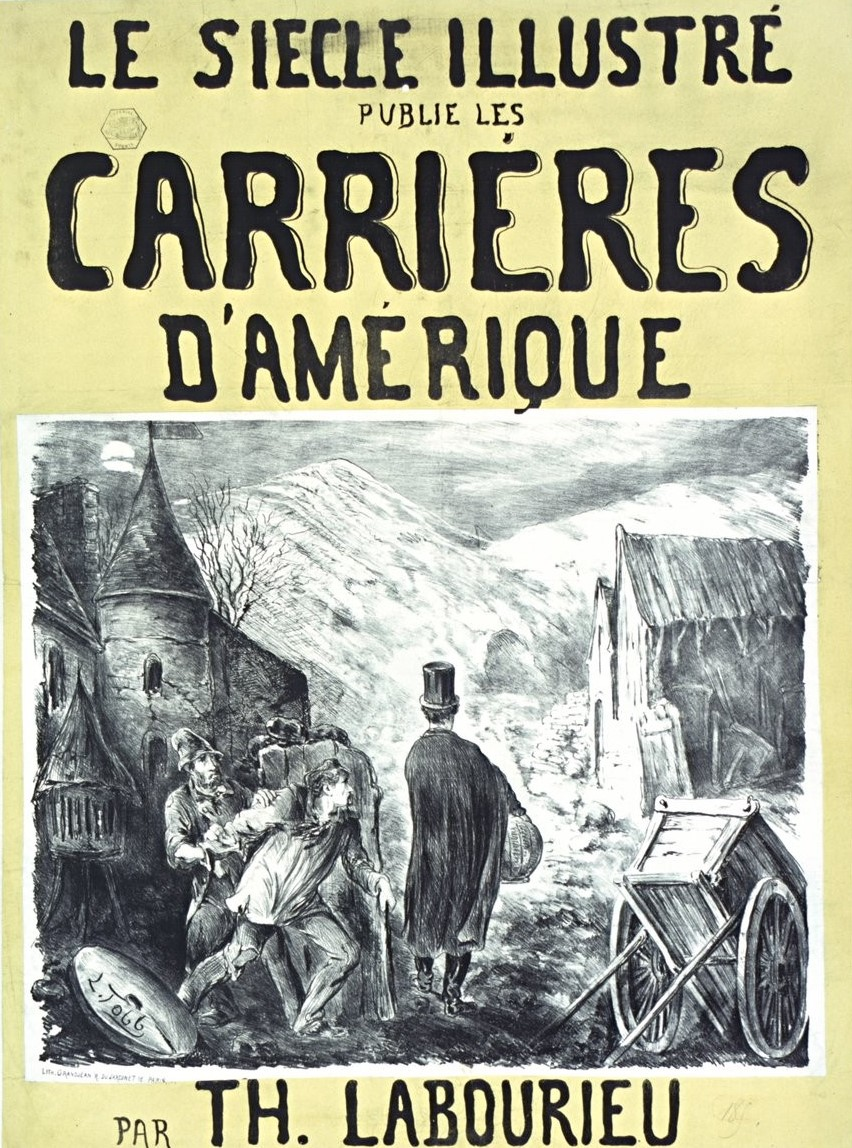
1868, affiche promotionnelle.

Le Quartier d'Amériques (anciennement des Carrières d'Amérique) est situé sur le flanc nord des Buttes-Chaumont (partie occidentale du Plateau de Romainville) et tire son nom de l'un des sites d'exploitation de gypse qui furent longtemps installés là. Les galeries de mines abandonnées devenaient lieux d’accueil pour différentes populations. Ce cadre inspira différents auteurs.

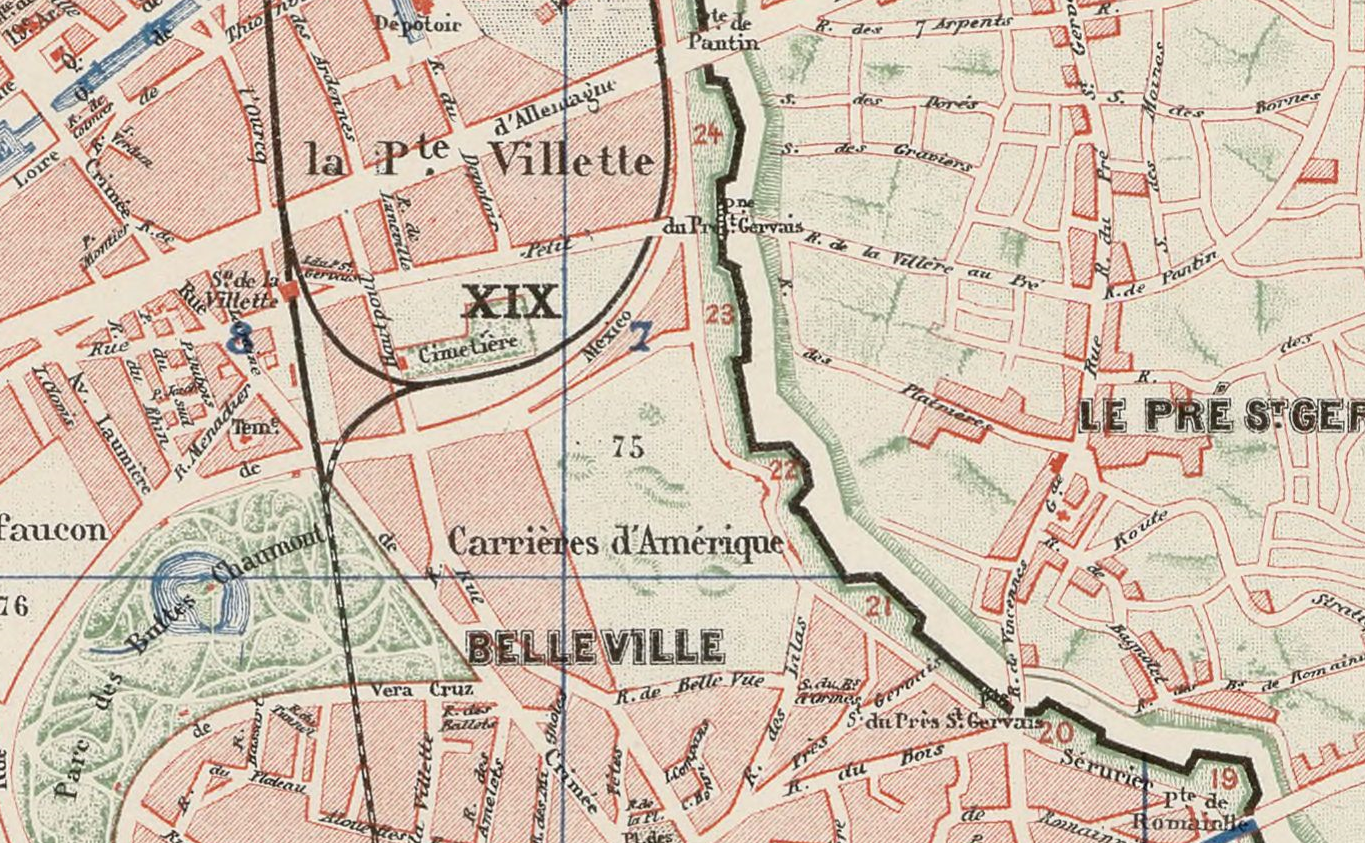
Les Carrières d'Amérique sur un plan de Paris de 1871 par Ermete Pierotti.

L'urbanisation de l'endroit fut tardive comme l'attestent les différents plans de Paris : la plupart des rues actuelles n'existaient pas en 1871, elles seront pour la plupart créées en 1889. Les techniques de construction spécifiques combineront remblais et piliers en béton. Les paysages sont alors encore fortement marqués par l'exploitation des mines de gypse et les nombreuses carrières souterraines.
Mais autour de cette zone aride, le monde change.
L'enceinte de Thiers terminée en 1844 clôt le quartier à l'Est. Desservies par la Rue Militaire (les boulevards des maréchaux en suivront le tracé), ces fortifications se situaient à l'emplacement des actuels HLM en briques rouges et du Parc de la Butte-du-Chapeau-Rouge.
La ligne de chemin de fer de la  Petite Ceinture est ouverte par tronçons de 1852 à 1869. La gare de Belleville-Villette est mise en service le 15 juillet 1856, tout d'abord seulement pour le trafic de marchandises.
Avec l'extension des limites de Paris au département de la Seine en 1860, ce territoire jusqu'alors terre de la cité de Belleville devient quartier parisien où l'exploitation de mines souterraines est interdite.
Dans le cadre des travaux haussmanniens, le Parc des Buttes-Chaumont est inauguré en 1867.
Les Abattoirs de la Villette débutent leurs activités en 1867.
La première image illustre l'aridité des Buttes-Chaumont en 1871. Les trois suivantes couvrent sous des angles différents le « vaste terrain vague compris entre la rue David d'Angers et la rue Manin » qu'indiquait Charles Bos, citant le « vieux communard »,.

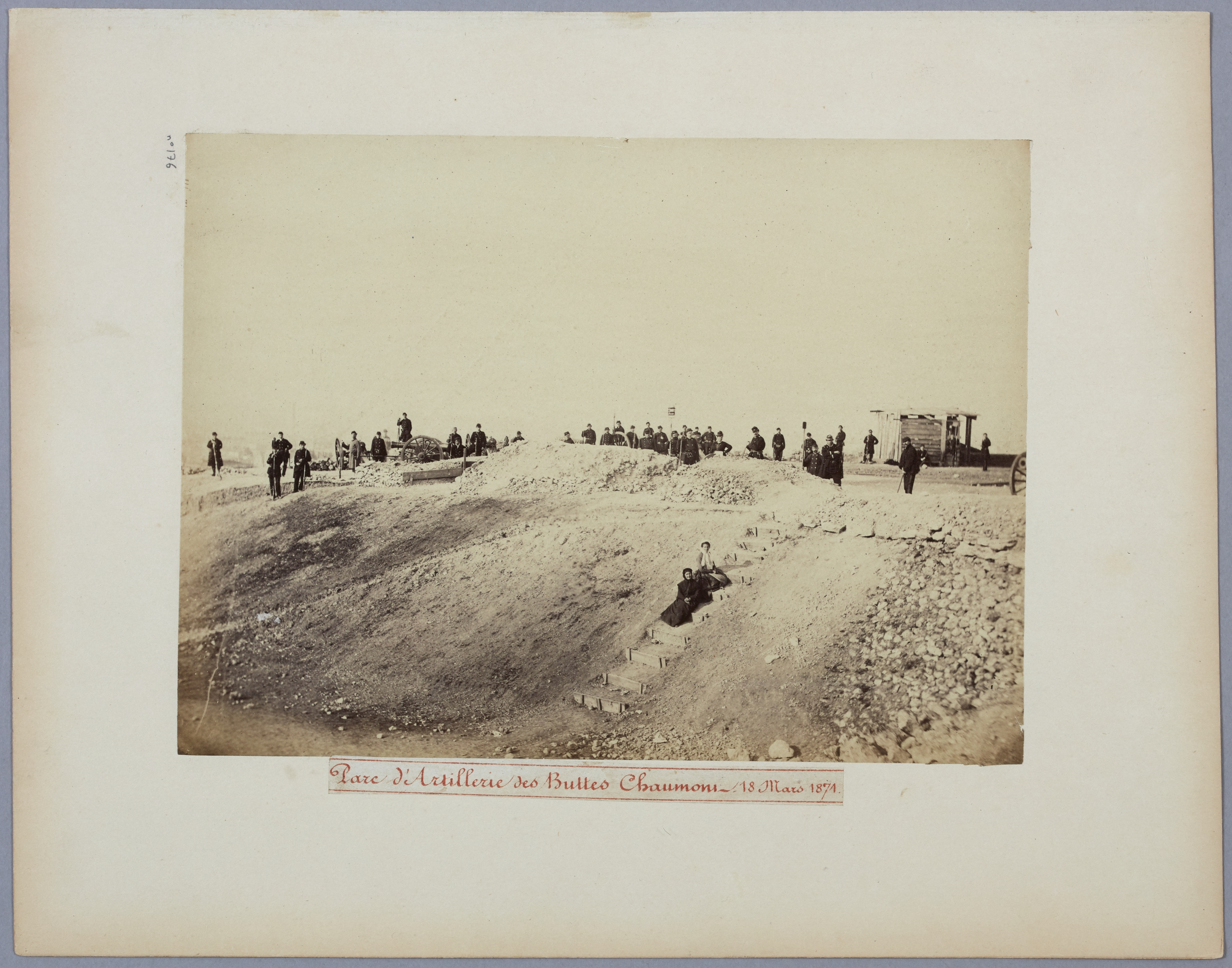
Parc d'Artillerie des Buttes-Chaumont, 18 mars 1871 (Anonyme).
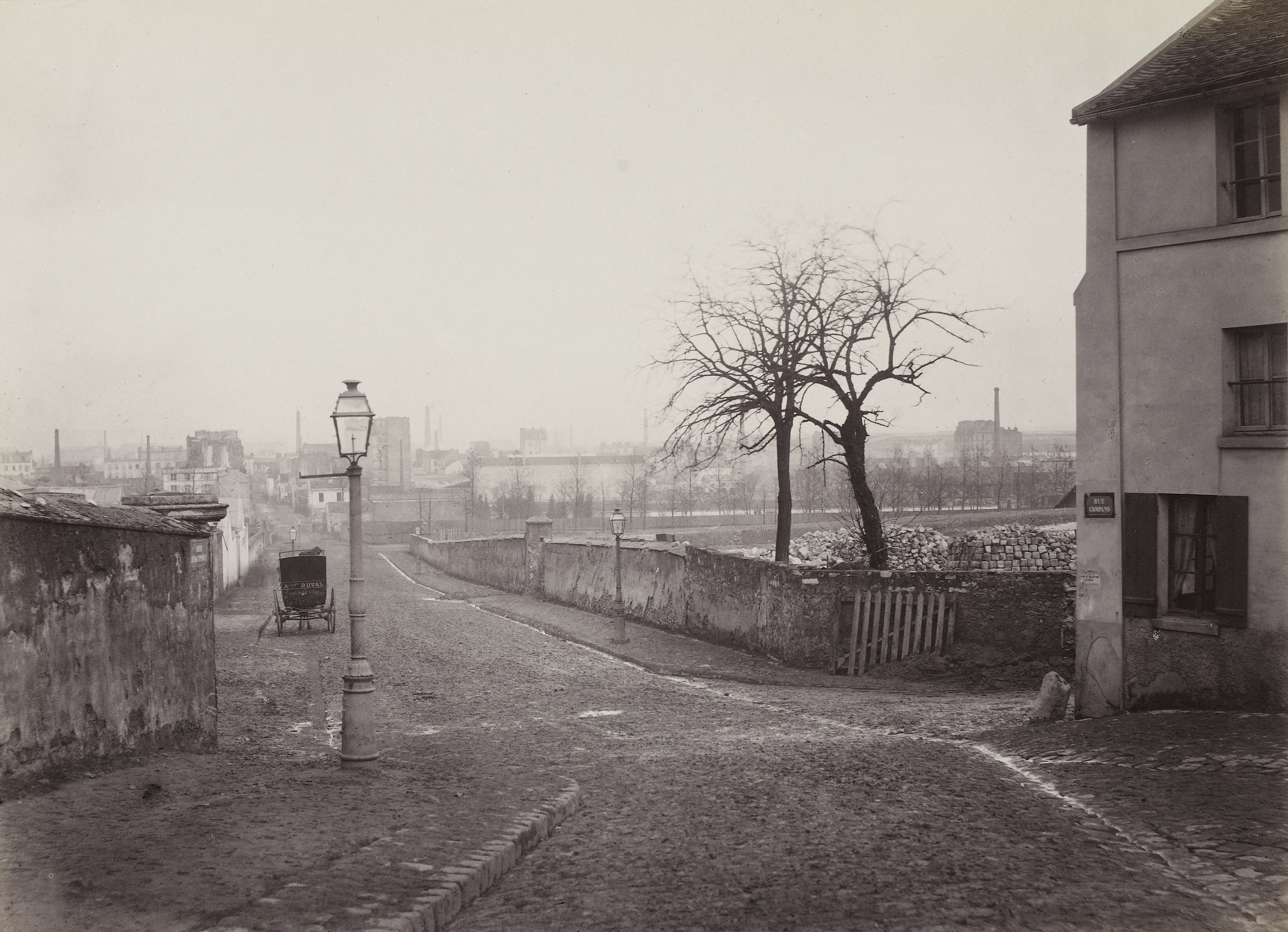
Rue d'Hautpoul et entrée des carrières de la rue Compans (Charles Marville).
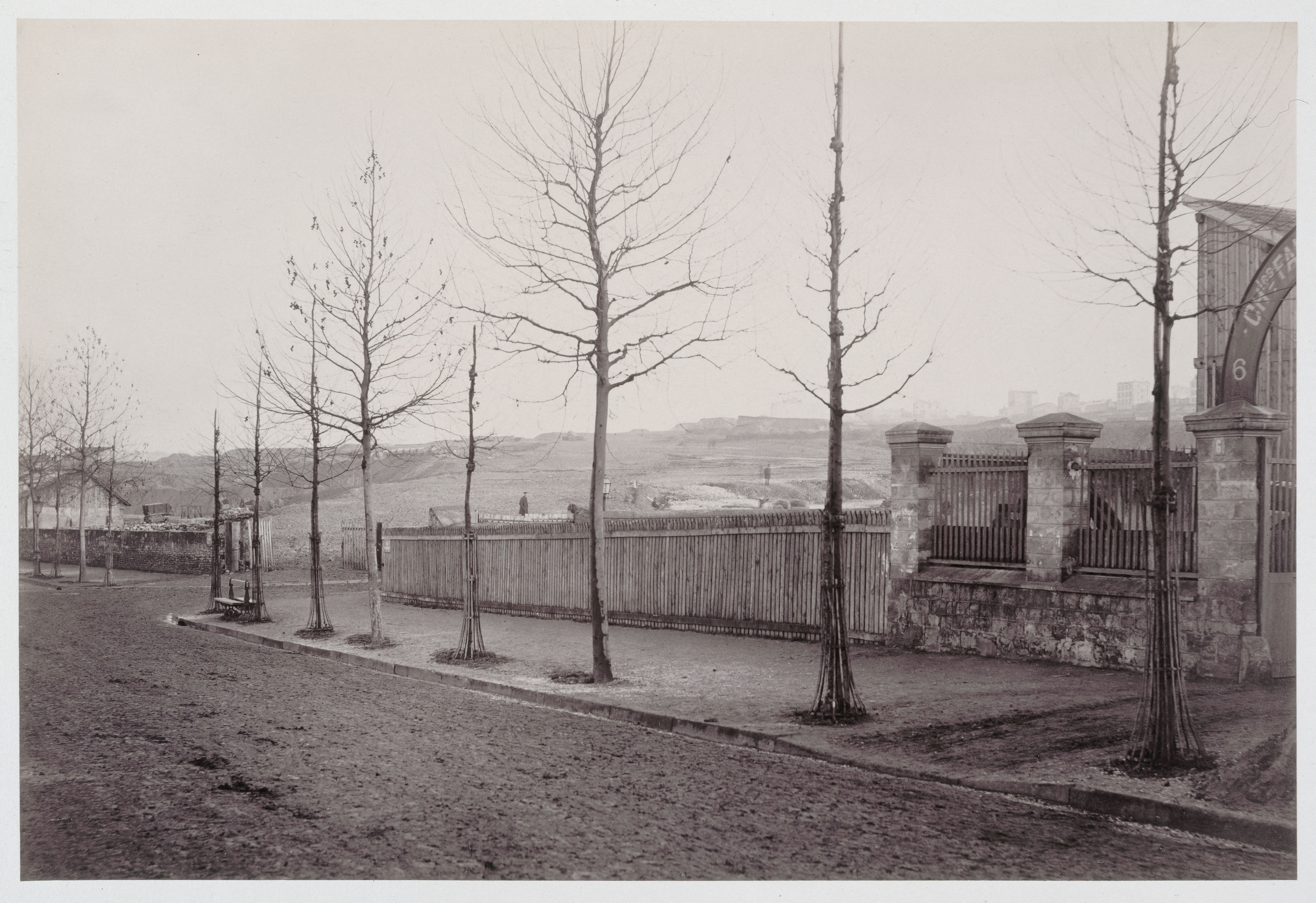
Vue d'ensemble des carrières. Amorce du nouveau marché de la rue de Mexico [rue Manin] (Charles. Marville).
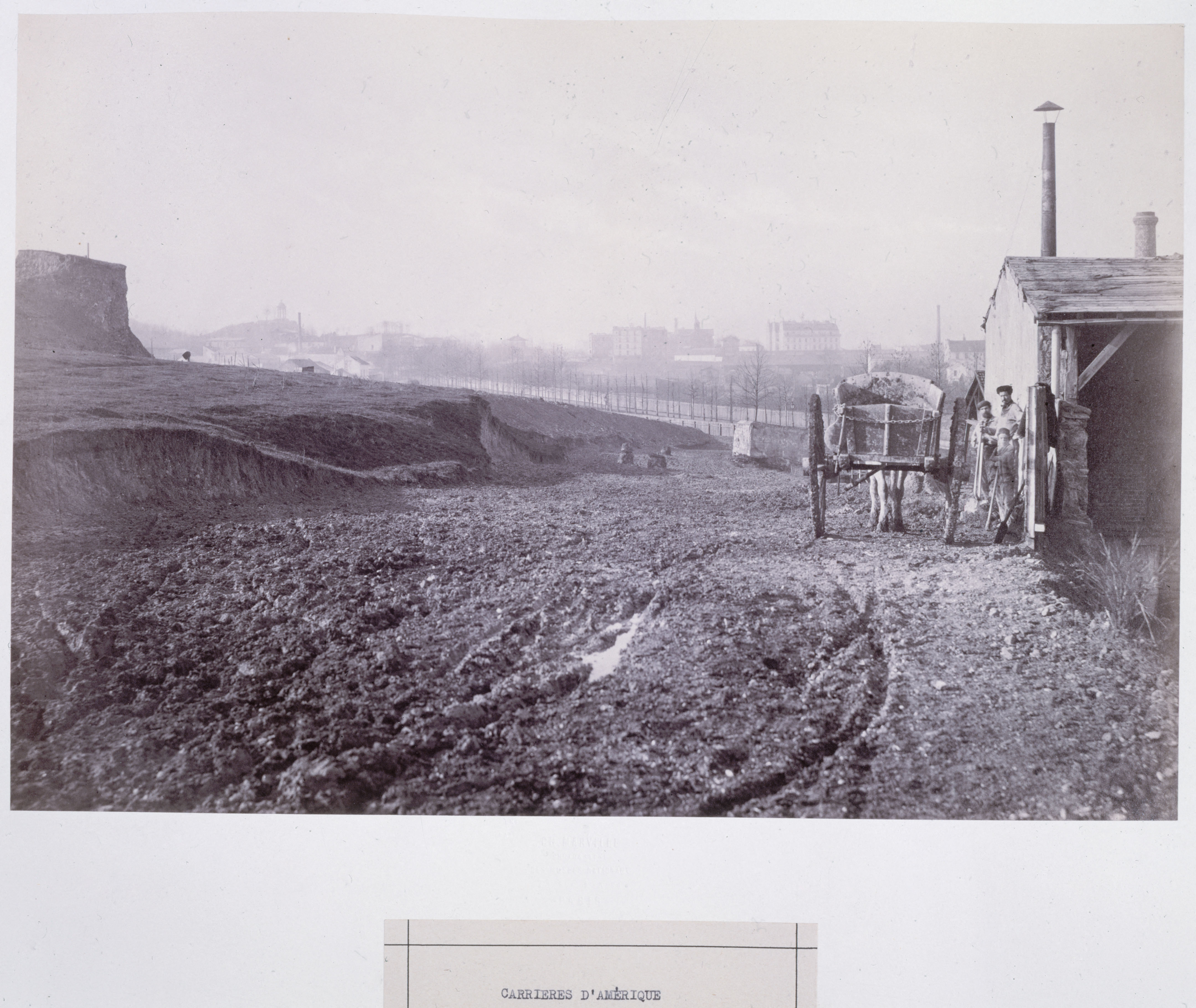
Vue prise des fortifications vers les Buttes-Chaumont  (Charles Marville).

## La Semaine sanglante dans ce quartier et ses traces

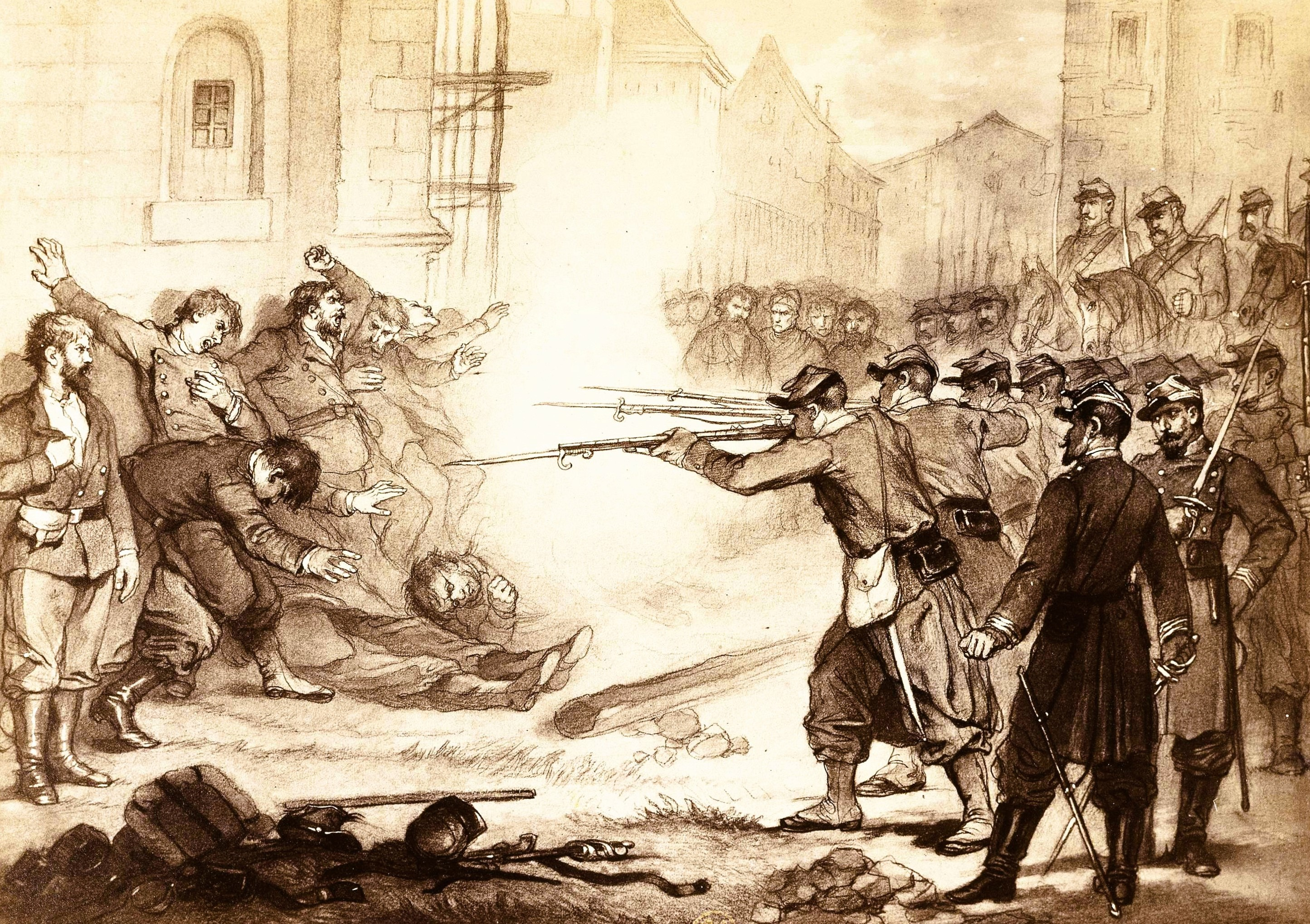
Exécution de Communards par les troupes versaillaises.

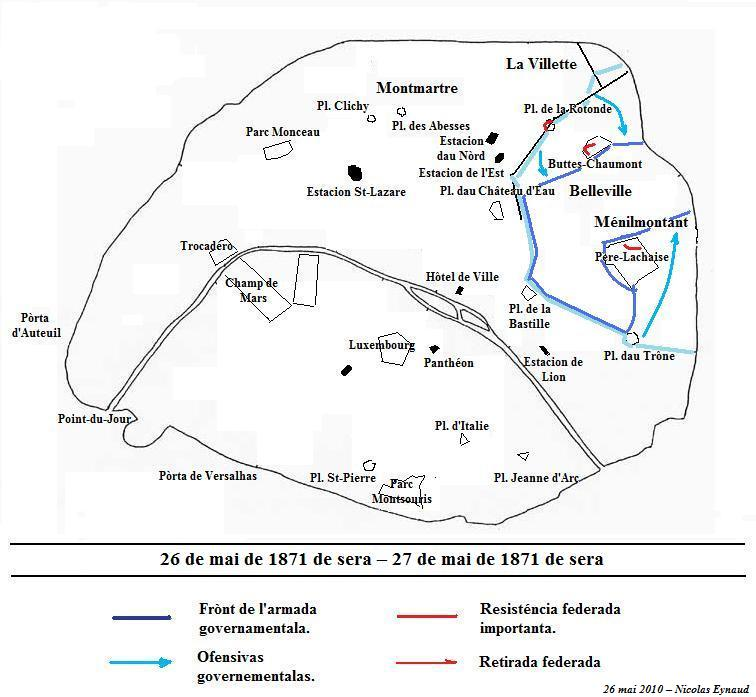
Nuit du 26 mai, 27 mai 1871.

Terre de bombardements, de combats, de traques et d'exécutions sommaires, puis d'enfouissements de corps provenant d'autres quartiers parisiens.

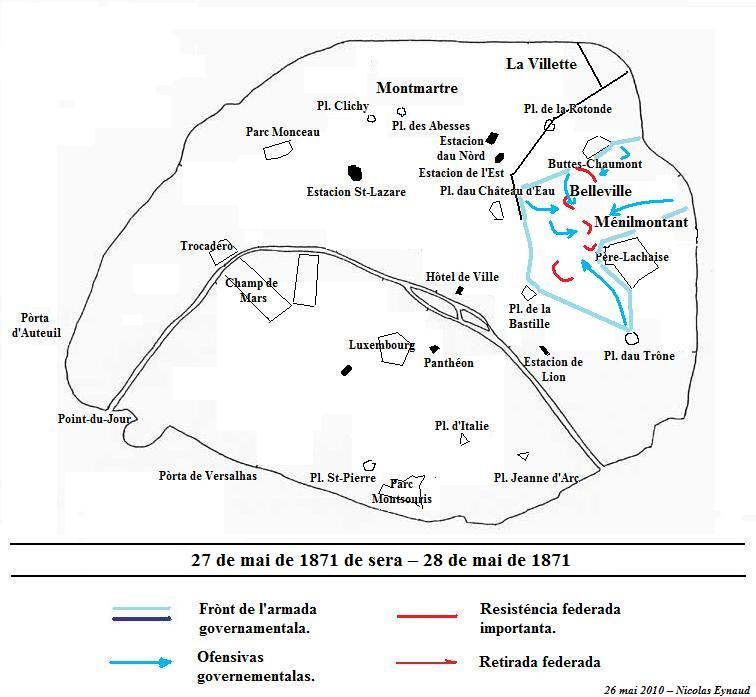
Nuit du 27 mai, 28 mai 1871.

Les heures suivant la fin des combats sont ainsi décrites par Charles Bos dans sa tribune déjà citée.

« Hommes, femmes, enfants, sont poussés en tas dans les terrains vagues, qui, à cette heure, constituent la Mouzaïa, dans le quartier d'Amérique. De temps en temps, d'heure en heure, on les décime. Les victimes choisies par de jeunes officiers imberbes sont, à coups de crosses, refoulées dans le bas, du côté de la rue Manin, qui n'existait pas encore. On a fusillé des bébés de quatre ans. C'étaient, disaient les Versaillais, de la graine de républicains !

Cela a duré deux jours ! Et, après le combat, l'inhumation de tous ces cadavres a été faite rapidement, sans aucun souci de l'hygiène publique. »

« On tire toujours quelques coups de feu du côté des carrières d’Amérique dans lesquelles se sont réfugiés un grand nombre d'insurgés » confirme L'Indépendance française du 29 mai 1871.
Le 29 janvier 1872, François Allain-Targé, élu du 19e, saisit le conseil municipal de Paris d'un problème sanitaire particulièrement grave. « Plusieurs centaines de fédérés ont été fusillés dans les carrières d'Amérique et leurs cadavres ont été enterrés à la hâte. C'est une cause d'insalubrité permanente ». Selon Camille Pelletan, des corps, enfouis aux carrières d'Amérique, réapparaissent en surface en janvier 1872. Une note du conseil municipal de Paris indique : « Au mois de mai dernier, plusieurs centaines de fédérés ont été fusillés dans les carrières d'Amérique, où leurs cadavres ont été enterrés à la hâte. Dès le mois de juin, la chaleur avait développé sur ce point des émanations insalubres. Depuis lors, les terres ont été emportées par les pluies et les cadavres paraissent à la surface du sol. (…) Il en résulte que beaucoup de curieux se portent sur ce point, ce qui donne lieu à une agitation fâcheuse dans le XIXe arrondissement. ».

### L'inventaire des lieux d'inhumation des morts de la Commune de Paris

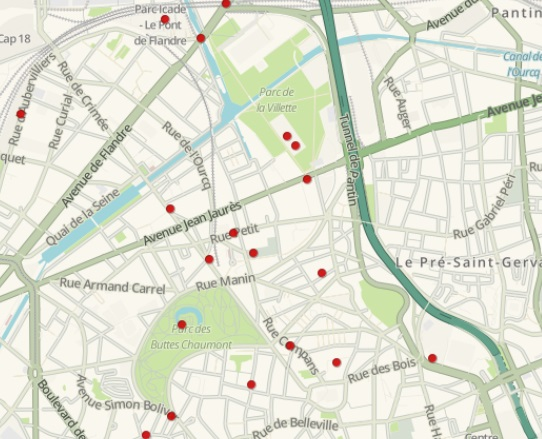
Inventaire des lieux d'inhumation des morts de la Commune de Paris.

En 2022, le Musée d'Archéologie nationale de Saint-Germain-en-Laye réalise un Inventaire des lieux d'inhumation des morts de la Commune de Paris, déposé au Service régional de l'archéologie d'Île-de-France et au Pôle archéologique de la Ville de Paris. Plusieurs dizaines de lieux d'enfouissement sont inventoriés et consultables sur le site Cartographie de l'archéologie parisienne.
Dix-neuf de ces sites d'enfouissement sont situés dans le 19e arrondissement. Le bâtiment sur lequel est apposée cette plaque est situé au centre d'un triangle formé par les sites 75.009 (Carrières d'Amérique/rue de la Prévoyance), 75.030 (cimetière de la Villette) et 75.079 (rue Compans), très proche aussi du 75.099 (Parc des Buttes-Chaumont).

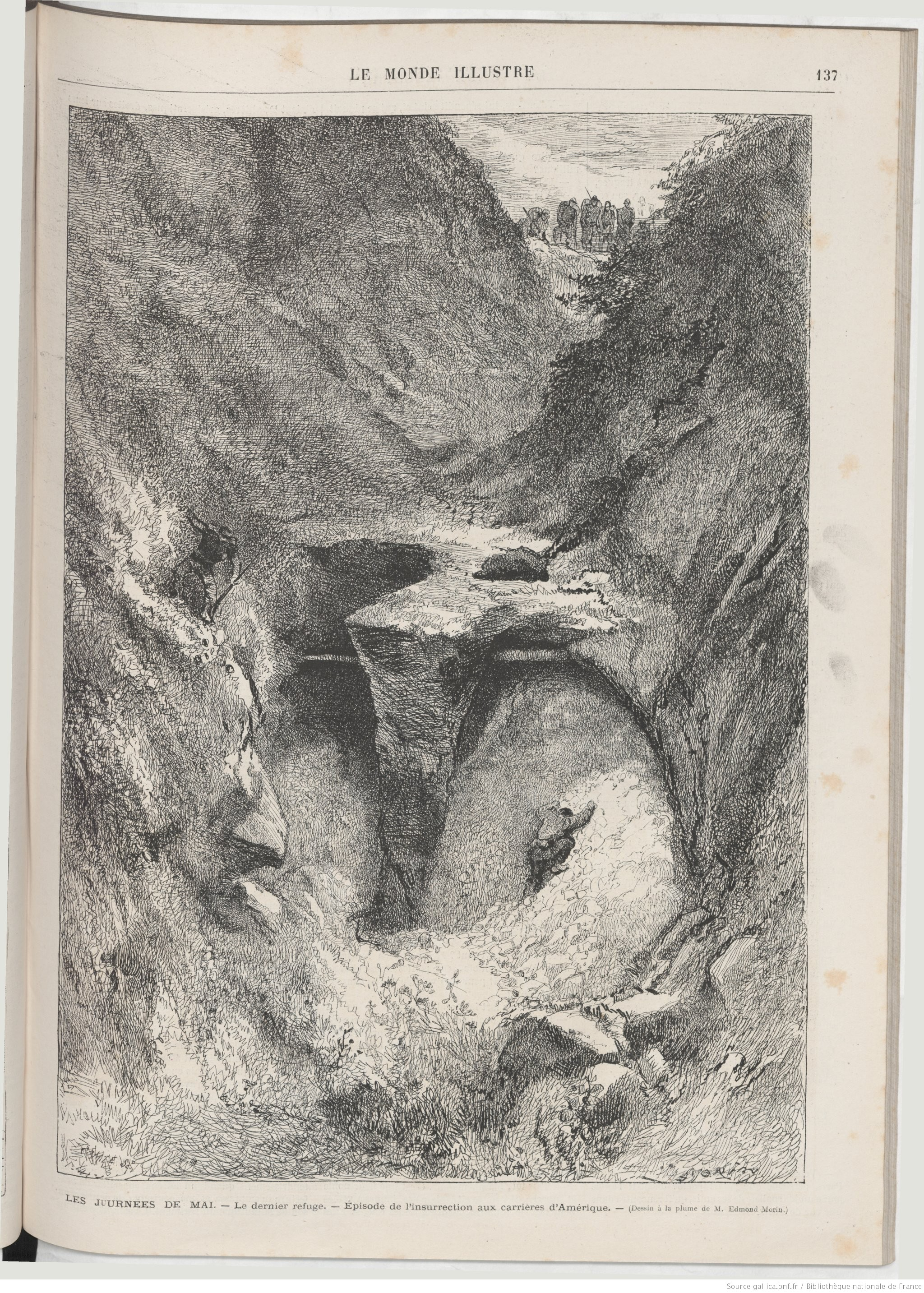
Les journées de mai - Le dernier refuge.

#### Site 75.009(Carrières d'Amérique/rue de la Prévoyance)
Très tôt, la presse signale l'enfouissement ici des corps trouvés dans d'autres quartiers. Différents documents officiels l'attestent plus précisément.
- 6 juin 1871 : un rapport de police rédigé par le chef de la 2e division indique que mille cadavres ont été ou vont être enterrés aux carrières d'Amérique.
- 12 juillet 1871 : 630 corps ont été exhumé des carrières d'Amérique, ainsi que de « diverses rues », pour être ré-enterrés aux cimetières de la rue Marcadet, de la Villette et de Belleville[27].
- 31 octobre 1871 : un rapport conservé aux archives de la Préfecture de police de Paris, indique :

« On m’a informé qu'il existait dans les Carrière d’Amérique deux fosses, dont j’ai fait reconnaître la situation. Elles se trouvent dans un précipice qu’on appelle « la Cloche » et dont la profondeur atteint 40 mètres. La première, qui a environ 20 mètres de circonférence, renferme 75 cadavres enterrés à une profondeur de 5 mètres et recouverts de chaux. La seconde, dont l’étendue est double, abrite 870 à 875 corps enfouis à une profondeur de six mètres et également recouverts de chaux. Ces fosses qu’aucun signe extérieur ne décèle sont visitées journellement par des femmes qui viennent y pleurer. Elles ont servi à enterrer les morts du 2e secteur, dans lequel d’ailleurs elles sont situées, à 200 mètres environ du bastion 22. On craint qu’elles ne soient l’objet d’un pèlerinage à l’occasion de la Toussaint. »
- Deux fosses « AP et F dans lesquels les corps de 900 fédérés ont été ensevelis en Mai 1871 » sont clairement indiquées en bas à gauche de l'Atlas des carrières souterraines de Paris (direction générale des carrières) feuille 46 bis édition 1917[28].

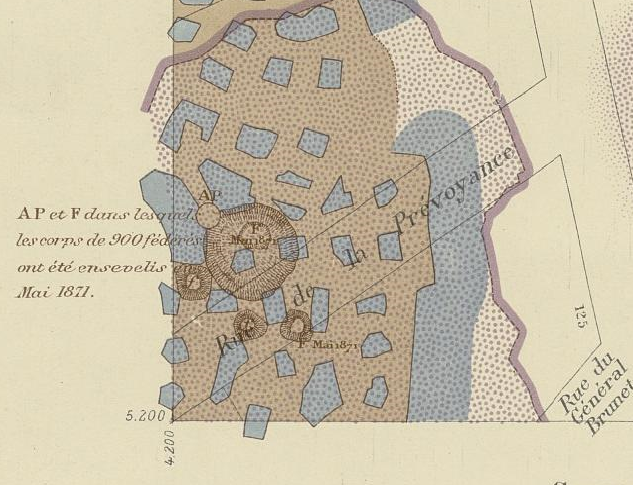
AP et F dans lesquels les corps de 900 fédérés ont été ensevelis en Mai 1871.

Les indications des éditions suivantes sont moins explicites. Les cartes datées de 1961 et de 1986 permettent de préciser l'endroit au fil de l'urbanisation du quartier.
- 21 janvier 1872 : un rapport de l'inspecteur général Feydeau signale que « 7 à 800 insurgés » ont été précipités dans un ancien puits des Carrières et recouverts de 3 à 4 mètres de terre et que, par suite de l'éboulement d'une paroi séparant ce puits d'une galerie latérale, « un cadavre se trouve à moitié découvert et on aperçoit les vêtements de quelques autres ».
- 14 mars 1874 : une note du même chef de la 2e division indique que 800 corps ont été jetés dans une excavation aux Carrières d'Amérique, arrosés d'huile phénique et emmurés – sans doute à la suite de l'incident signalé en juin 1871[32].

En 2021, Michèle Audin reprend comme minimum le chiffre de 1 338 corps inhumés sans tombe aux Carrières d'Amérique, « suivant l'inspecteur général Feydeau et Maxime du Camp ».

#### Site 75.030(cimetière de la Villette)
Si un rapport du service de la voirie publique de Paris daté du « 5 juin 1871 » indique que 184 corps ont été enterrés dans le cimetière de la Villette, Camille Pelletan écrit « tenir de très bonne source et pouvoir affirmer le chiffre de 584, qui doit être porté sur les registres ».

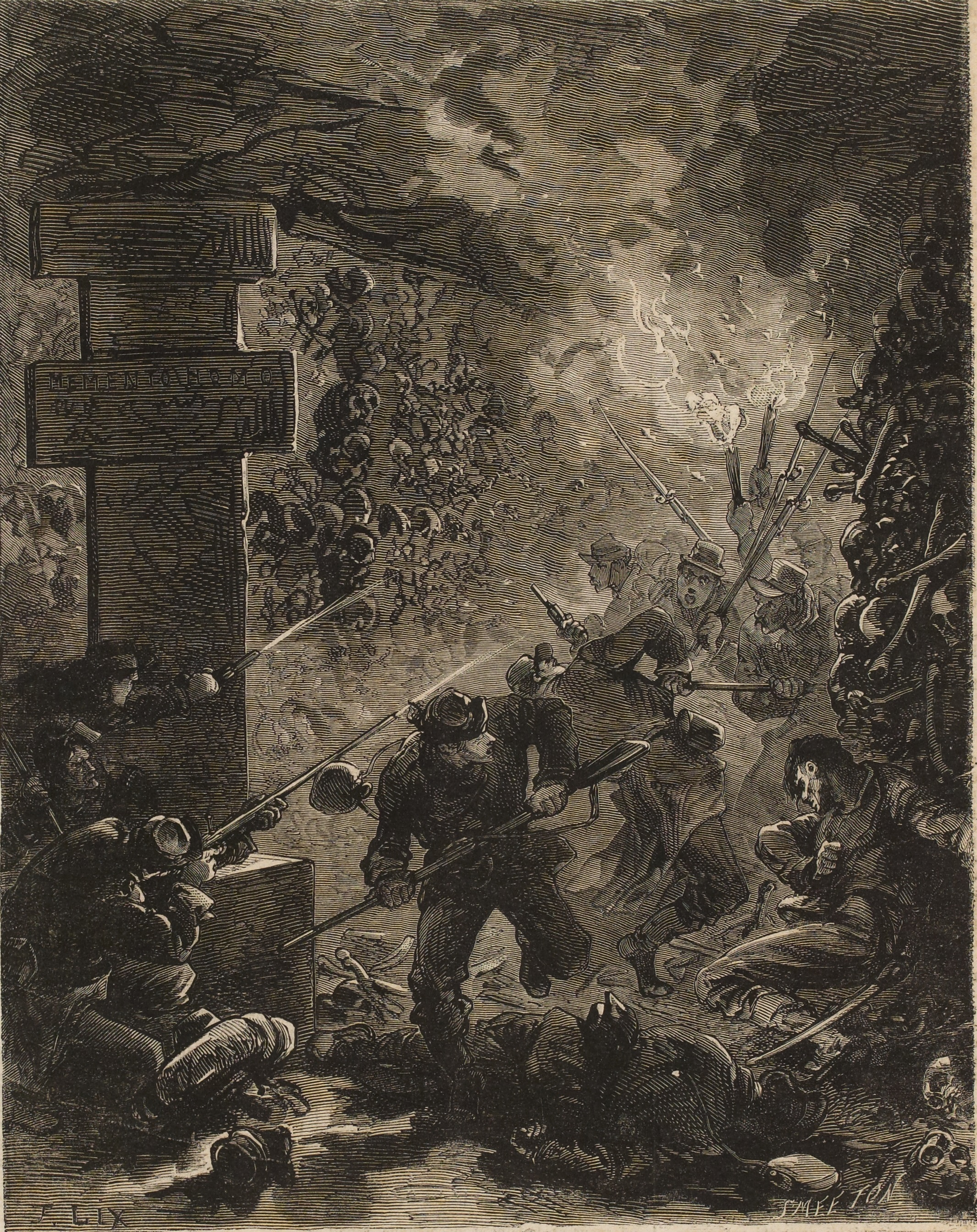
La chasse aux flambeaux dans les catacombes LIX Frédéric Théodore Le Voleur illustré 28 Juillet 1871.

#### Site 75.079(rue Compans)
Le rapport d'Alfred Feydeau daté du 12 février 1880 indique des « exhumations faites après la Commune (1871) des cadavres qui avaient été inhumés sous la voie publique », signale que des corps ont été enterrés rue Compans, « chez M. Virey », exhumés sans doute en partie après mai 1871.
Selon Le Constitutionnel du 29 juillet 1871, « Au pied du château placé à l'angle de la rue Compans et de la rue de Bellevue, les insurgés, sous les ordres de Comte, avaient monté une formidable batterie de six gros mortiers, destinés à répondre aux canons de Montmartre ».

### Contre l'oubli

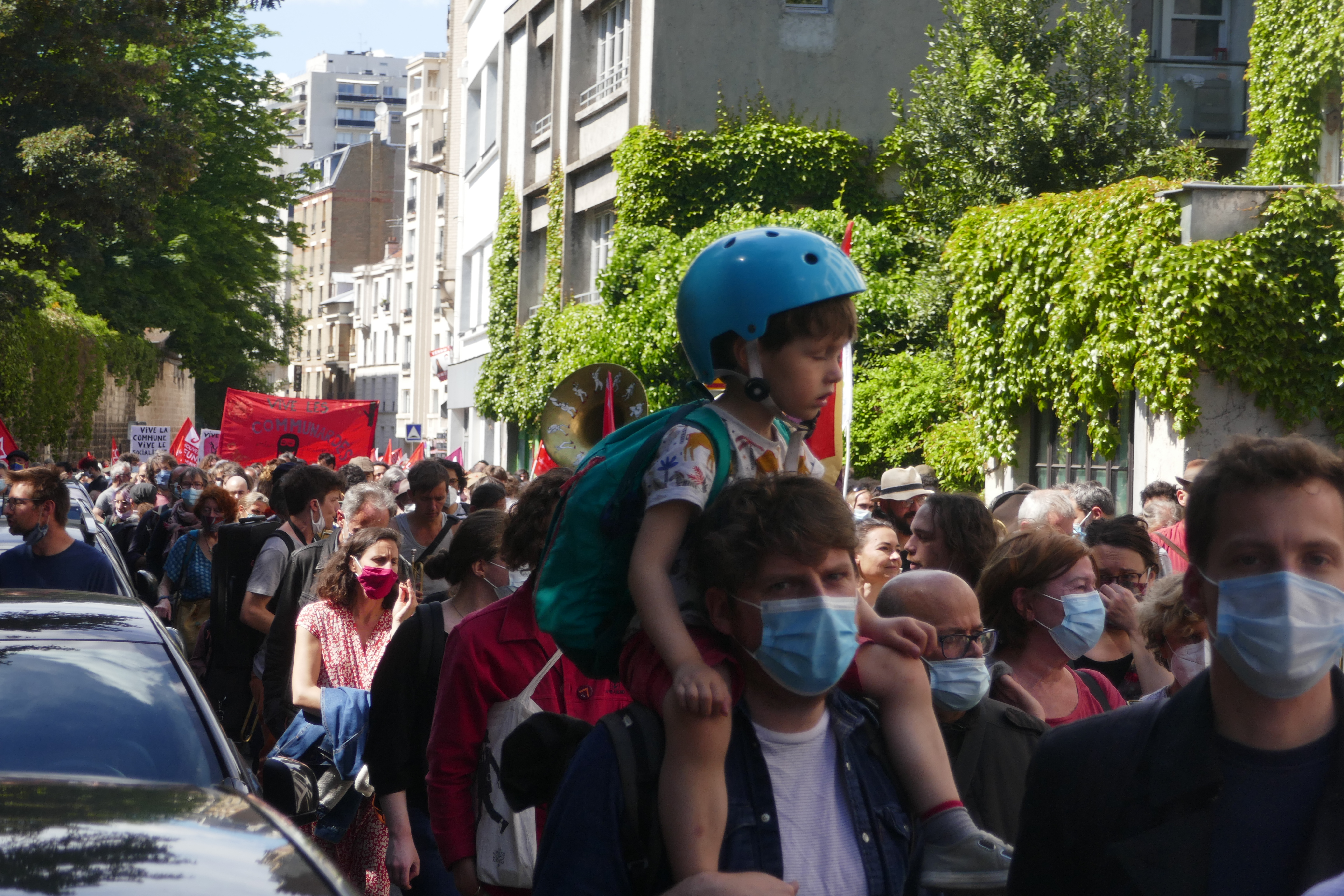

Les Damnés de la Commune, film réalisé en 2021 par Raphaël Meyssan, débutait ainsi :
Ils nous ont effacés de l'Histoire.

Nous, les 20 000 hommes, femmes, enfants, vieillards qu'ils ont massacrés.

Nous, les 40 00 prisonniers.

Nous, les déportés.

Nous, les exilés.

Ils ont écrit une histoire qui glorifie leurs noms, les noms de nos assassins.

Mais de nous que reste-il ?
— Victorine Brocher
De nombreux événements et production contribuèrent ainsi au cent-cinquantenaire de la Commune de Paris.

### Autres plaques dans le19earrondissement
Trois autres plaques en mémoire de la Commune de Paris sont visibles sur les murs du 19e.
| En mars 1963 en l'honneur de Zéphirin Camélinat directeur de la Monnaie de Paris durant la Commune de Paris, une plaque est apposée sur la façade de l'immeuble du 137 rue de Belleville, à l'angle avec la rue Lassus. Coordonnées : 48° 52′ 30″ N, 2° 23′ 21″ E                                                              |
| Inauguration le 3 avril 2014 d'une plaque apposée dans le hall de la mairie d'arrondissement en l'honneur des élus au conseil de la Commune du 19e : Frédéric Cournet ; Gustave Flourens ; Menotti Garibaldi ; Francis Hosteins dit Ostyn ; Jules Miot ; Émile Oudet ; Ernest Puget. Coordonnées : 48° 52′ 58″ N, 2° 22′ 55″ E |
| Le 28 mai 2021, la municipalité du 19e inaugurait sur les grilles du Parc des Buttes-Chaumont à droite de l'entrée principale située face à la Mairie, une plaque en hommage aux « centaines de Communards » qui y furent « exécutées sans procès ». Coordonnées : 48° 52′ 56″ N, 2° 22′ 55″ E                                 |